# Comuni della provincia di Cáceres
Quello che segue è l'elenco dei comuni spagnoli della provincia di Cáceres, nella comunità autonoma di Estremadura. I dati sono aggiornati al 2002.
| Comune                    | Abitanti (2002) |
| ------------------------- | --------------- |
| Abadía                    | 297             |
| Abertura                  | 509             |
| Acebo                     | 784             |
| Acehúche                  | 925             |
| Aceituna                  | 657             |
| Ahigal                    | 1.479           |
| Alagón del Río            | 932 (2017)      |
| Albalá                    | 859             |
| Alcántara                 | 1.769           |
| Alcollarín                | 343             |
| Alcuéscar                 | 2.919           |
| Aldea del Cano            | 772             |
| La Aldea del Obispo       | 353             |
| Aldeacentenera            | 899             |
| Aldeanueva de la Vera     | 2.463           |
| Aldeanueva del Camino     | 836             |
| Aldehuela de Jerte        | 367             |
| Alía                      | 1.321           |
| Aliseda                   | 2.101           |
| Almaraz                   | 1.425           |
| Almoharín                 | 2.142           |
| Arroyo de la Luz          | 6.522           |
| Arroyomolinos             | 1.135           |
| Arroyomolinos de la Vera  | 564             |
| Baños de Montemayor       | 718             |
| Barrado                   | 513             |
| Belvís de Monroy          | 606             |
| Benquerencia              | 118             |
| Berrocalejo               | 118             |
| Berzocana                 | 567             |
| Bohonal de Ibor           | 574             |
| Botija                    | 164             |
| Brozas                    | 2.329           |
| Cabañas del Castillo      | 523             |
| Cabezabellosa             | 485             |
| Cabezuela del Valle       | 2.310           |
| Cabrero                   | 415             |
| Cáceres                   | 84.439          |
| Cachorrilla               | 104             |
| Cadalso                   | 580             |
| Calzadilla                | 554             |
| Caminomorisco             | 1.265           |
| Campillo de Deleitosa     | 120             |
| Campo Lugar               | 1.198           |
| Cañamero                  | 1.838           |
| Cañaveral                 | 1.357           |
| Carbajo                   | 271             |
| Carcaboso                 | 1.087           |
| Carrascalejo              | 394             |
| Casar de Cáceres          | 4.757           |
| Casar de Palomero         | 1.289           |
| Casares de las Hurdes     | 649             |
| Casas de Don Antonio      | 218             |
| Casas de Don Gómez        | 336             |
| Casas de Millán           | 773             |
| Casas de Miravete         | 194             |
| Casas del Castañar        | 671             |
| Casas del Monte           | 925             |
| Casatejada                | 1.264           |
| Casillas de Coria         | 525             |
| Castañar de Ibor          | 1.262           |
| Ceclavín                  | 2,189           |
| Cedillo                   | 553             |
| Cerezo                    | 217             |
| Cilleros                  | 2.102           |
| Collado de la Vera        | 227             |
| Conquista de la Sierra    | 215             |
| Coria                     | 12.781          |
| Cuacos de Yuste           | 961             |
| La Cumbre                 | 1.121           |
| Deleitosa                 | 880             |
| Descargamaría             | 277             |
| Eljas                     | 1.198           |
| Escurial                  | 908             |
| Fresnedoso de Ibor        | 344             |
| Galisteo                  | 1.955           |
| Garciaz                   | 979             |
| La Garganta               | 593             |
| Garganta la Olla          | 1.157           |
| Gargantilla               | 478             |
| Gargüera de la Vera       | 181             |
| Garrovillas de Alconétar  | 2.457           |
| Garvín                    | 118             |
| Gata                      | 1.846           |
| El Gordo                  | 288             |
| La Granja                 | 392             |
| Guadalupe                 | 2.325           |
| Guijo de Coria            | 286             |
| Guijo de Galisteo         | 1.839           |
| Guijo de Granadilla       | 721             |
| Guijo de Santa Bárbara    | 467             |
| Herguijuela               | 428             |
| Hernán-Pérez              | 501             |
| Herrera de Alcántara      | 320             |
| Herreruela                | 326             |
| Hervás                    | 3.881           |
| Higuera                   | 110             |
| Hinojal                   | 428             |
| Holguera                  | 825             |
| Hoyos                     | 1.017           |
| Huélaga                   | 207             |
| Ibahernando               | 658             |
| Jaraicejo                 | 676             |
| Jaraíz de la Vera         | 6.754           |
| Jarandilla de la Vera     | 3.077           |
| Jarilla                   | 160             |
| Jerte                     | 1,327           |
| Ladrillar                 | 298             |
| Logrosán                  | 2.386           |
| Losar de la Vera          | 3.198           |
| Madrigal de la Vera       | 1.794           |
| Madrigalejo               | 2.122           |
| Madroñera                 | 3.127           |
| Majadas                   | 1.209           |
| Malpartida de Cáceres     | 4.412           |
| Malpartida de Plasencia   | 4.310           |
| Marchagaz                 | 307             |
| Mata de Alcántara         | 366             |
| Membrío                   | 883             |
| Mesas de Ibor             | 215             |
| Miajadas                  | 9.065           |
| Millanes                  | 217             |
| Mirabel                   | 790             |
| Mohedas de Granadilla     | 1.105           |
| Monroy                    | 1.014           |
| Montánchez                | 2.153           |
| Montehermoso              | 5.493           |
| Moraleja                  | 8.095           |
| Morcillo                  | 462             |
| Navaconcejo               | 2.122           |
| Navalmoral de la Mata     | 15.233          |
| Navalvillar de Ibor       | 494             |
| Navas del Madroño         | 1.511           |
| Navezuelas                | 708             |
| Nuñomoral                 | 1.668           |
| Oliva de Plasencia        | 276             |
| Palomero                  | 530             |
| Pasarón de la Vera        | 711             |
| Pedroso de Acim           | 134             |
| Peraleda de la Mata       | 1.506           |
| Peraleda de San Román     | 391             |
| Perales del Puerto        | 1.015           |
| Pescueza                  | 189             |
| La Pesga                  | 1.187           |
| Piedras Albas             | 186             |
| Pinofranqueado            | 1.593           |
| Piornal                   | 1.554           |
| Plasencia                 | 38.495          |
| Plasenzuela               | 503             |
| Portaje                   | 401             |
| Portezuelo                | 299             |
| Pozuelo de Zarzón         | 601             |
| Puerto de Santa Cruz      | 415             |
| Rebollar                  | 240             |
| Riolobos                  | 1.477           |
| Robledillo de Gata        | 164             |
| Robledillo de la Vera     | 325             |
| Robledillo de Trujillo    | 490             |
| Robledollano              | 409             |
| Romangordo                | 190             |
| Rosalejo                  | 1.706           |
| Ruanes                    | 102             |
| Salorino                  | 732             |
| Salvatierra de Santiago   | 434             |
| San Martín de Trevejo     | 959             |
| Santa Ana                 | 351             |
| Santa Cruz de la Sierra   | 346             |
| Santa Cruz de Paniagua    | 417             |
| Santa Marta de Magasca    | 287             |
| Santiago de Alcántara     | 741             |
| Santiago del Campo        | 326             |
| Santibáñez el Alto        | 537             |
| Santibáñez el Bajo        | 994             |
| Saucedilla                | 627             |
| Segura de Toro            | 205             |
| Serradilla                | 1.864           |
| Serrejón                  | 485             |
| Sierra de Fuentes         | 1.821           |
| Talaván                   | 967             |
| Talaveruela de la Vera    | 424             |
| Talayuela                 | 10.328          |
| Tejeda de Tiétar          | 1.015           |
| Toril                     | 202             |
| Tornavacas                | 1.334           |
| El Torno                  | 925             |
| Torre de Don Miguel       | 638             |
| Torre de Santa María      | 711             |
| Torrecilla de los Ángeles | 768             |
| Torrecillas de la Tiesa   | 1.154           |
| Torrejón el Rubio         | 654             |
| Torrejoncillo             | 3,462           |
| Torremenga                | 626             |
| Torremocha                | 1.227           |
| Torreorgaz                | 1.670           |
| Torrequemada              | 613             |
| Trujillo                  | 9.456           |
| Valdastillas              | 358             |
| Valdecañas de Tajo        | 230             |
| Valdefuentes              | 1.491           |
| Valdehúncar               | 221             |
| Valdelacasa de Tajo       | 484             |
| Valdemorales              | 268             |
| Valdeobispo               | 809             |
| Valencia de Alcántara     | 6,136           |
| Valverde de la Vera       | 540             |
| Valverde del Fresno       | 2.654           |
| Viandar de la Vera        | 306             |
| Villa del Campo           | 629             |
| Villa del Rey             | 179             |
| Villamesías               | 345             |
| Villamiel                 | 682             |
| Villanueva de la Sierra   | 615             |
| Villanueva de la Vera     | 1,951           |
| Villar de Plasencia       | 256             |
| Villar del Pedroso        | 779             |
| Villasbuenas de Gata      | 505             |
| Zarza de Granadilla       | 1.749           |
| Zarza de Montánchez       | 617             |
| Zarza la Mayor            | 1.666           |
| Zorita                    | 1.925           |